# Gornja Jelenska
Gornja Jelenska is een plaats in de gemeente Popovača in de Kroatische provincie Sisak-Moslavina. De plaats telt 887 inwoners (2001).